# メタプリストン
メタプリストン(Metapristone)またはデスメチルミフェプリストン(desmethylmifepristone)は、ミフェプリストンの主要代謝物質であり、選択的プロゲステロン受容体修飾薬である。これ自体は、今まで市販されたことはない。肝臓において、酵素CYP3A4の作用により、ミフェプリストンのモノデメチル化により作られ、ミフェプリストンよりも高濃度で体内を循環する。代謝物も、部分的にではあるが、プロゲステロン受容体及びグルココルチコイド受容体に対してかなりの親和性を保持している（相対結合親和性は、各々ミフェプリストンの21%及び61%）。その作用機序は、ホルモン活性とは明らかに独立であるが、メタプリストンの悪性腫瘍転移化学予防効果が研究されている。